# Park prirode Lastovsko otočje
Park prirode Lastovsko otočje este o arie protejată (arie specială de conservare — SAC, sit de importanță comunitară — SCI) din Croația întinsă pe o suprafață de 19.572,21 ha, integral pe uscat.

## Localizare
Centrul sitului Park prirode Lastovsko otočje este situat la coordonatele 42°45′55″N 16°53′29″E / 42.765233°N 16.891307°E.

## Înființare
Situl Park prirode Lastovsko otočje a fost declarat sit de importanță comunitară în iulie 2013 pentru a proteja 5 specii de animale. Situl a fost protejat și ca arie specială de conservare în septembrie 2019.

## Biodiversitate
Situată în ecoregiunile marină mediteraneană și mediteraneană, aria protejată conține 13 habitate naturale: Păduri de Quercus ilex și Quercus rotundifolia, Păduri de Olea și Ceratonia, Peșteri inaccesibile publicului, Peșteri marine scufundate complet sau parțial, Straturi cu Posidonia (Posidonion oceanicae), Bancuri de nisip acoperite în permanență slab de apă marină, Recifuri, Faleze cu vegetație de Limonium spp. endemic de pe coastele mediteraneene, Iazuri temporare mediteraneene, Matorral arborescenți cu Juniperus spp., Tufărișuri termo-mediteraneene și de pre-deșert, Pseudostepă cu ierburi și specii anuale de Thero-Brachypodietea, Pante stâncoase calcaroase cu vegetație casmofită.
La baza desemnării sitului se află mai multe specii protejate:
- mamifere (4): liliac cu aripi lungi (Miniopterus schreibersii), liliac cărămiziu (Myotis emarginatus), liliacul mare cu potcoavă (Rhinolophus ferrumequinum), liliacul mic cu potcoavă (Rhinolophus hipposideros)
- reptile (1): țestoasă bănățeană (Testudo hermanni)

Pe lângă speciile protejate, pe teritoriul sitului au mai fost identificate 9 specii de plante.